# Paratricoma pratensis
Paratricoma pratensis är en rundmaskart som beskrevs av Lorenzen 1969. Paratricoma pratensis ingår i släktet Paratricoma och familjen Desmoscolecidae. Inga underarter finns listade i Catalogue of Life.